# Совєтський район (АР Крим)
Ічкінський райо́н (крим. İçki rayonı) (з 1944 року по 2023 рік— Совєтський район; рос. Советский район )— колишній район Автономної Республіки Крим, зараз у складі Феодосійського району. Адміністративний центр — смт Ічкі. Населення становить 34 329 жителів (на 1.08.2012).
12 травня 2016 року Верховна Рада України повернула району назву «Ічкінський». Постанова про перейменування набере чинності після повернення тимчасово окупованої території Автономної Республіки Крим та міста Севастополя під загальну юрисдикцію України.

## Географія
Розташований на північному сході Кримського півострова за 105 км від столиці республіки — м. Сімферополя. На півночі і північному сході межа його проходить по узбережжю оз. Сиваш, на сході межує з Кіровським, на півдні — з Білогірським, на заході — з Нижньогірським районом.
Площа — 107,9 тис. га.
Території району входять до зони зрошування Північно-Кримського каналу. Ґрунти — від солончаків і бурих солонців близько оз. Сиваш до каштанових і південних чорноземів.

## Історія
Перша письмова згадка про Ічки датується 1798 р.
Район утворений в січні 1935 р. — як Ічкинський, з 1944 р. — Совєтський.
У 1962 р., у порядку укрупнення сільських районів, ліквідований як адміністративно-територіальна одиниця і приєднаний до Нижньогірського району. У 1966 р. знов відновлений.

## Адміністративний поділ
Район адміністративно-територіально поділяється на 1 селищну раду і 116 сільських рад, які підпорядковані Совєтській районній раді та об'єднують 49 населених пунктів.
- Ічкінська селищна рада
- Дмитрівська сільська рада
- Завітненська сільська рада
- Киянлівська сільська рада
- Новоцюріхтальська сільська рада
- Кайнашська сільська рада
- Некрасовська сільська рада
- Прудовська сільська рада
- Пушкинська сільська рада
- Урожайнівська сільська рада
- Черкезтобайська сільська рада
- Чорноземненська сільська рада

## Населення
Населення — 37,6 тис. чоловік
Розподіл населення за віком та статтю (2001)
| Стать | Всього | До 15 років | 15-24 | 25-44 | 45-64 | 65-85 | Понад 85 |
| --- | ------ | ----------- | ----- | ----- | ----- | ----- | -------- |
| Чоловіки | 18 039 | 3695        | 3486  | 5353  | 4006  | 1458  | 41       |
| Жінки | 19 537 | 3461        | 3113  | 5337  | 4773  | 2680  | 173      |
| \| Статево-вікова піраміда \| Статево-вікова піраміда \| Статево-вікова піраміда \| \| ----------------------- \| ----------------------- \| ----------------------- \| \| Чоловіки \| Вік \| Жінки \| \| 41 \| 85 + \| 173 \| \| 62 \| 80-84 \| 233 \| \| 232 \| 75-79 \| 596 \| \| 547 \| 70-74 \| 934 \| \| 617 \| 65-69 \| 917 \| \| 980 \| 60-64 \| 1386 \| \| 566 \| 55-59 \| 754 \| \| 1039 \| 50-54 \| 1169 \| \| 1421 \| 45-49 \| 1464 \| \| 1527 \| 40-44 \| 1566 \| \| 1395 \| 35-39 \| 1394 \| \| 1170 \| 30-34 \| 1159 \| \| 1261 \| 25-29 \| 1218 \| \| 1409 \| 20-24 \| 1338 \| \| 2077 \| 15-20 \| 1775 \| \| 1586 \| 10-14 \| 1509 \| \| 1203 \| 5-9 \| 1060 \| \| 906 \| 0-4 \| 892 \| |        |             |       |       |       |       |          |
| Статево-вікова піраміда |        |             |       |       |       |       |          |
| Чоловіки | Вік    | Жінки       |       |       |       |       |          |
| 41 | 85 +   | 173         |       |       |       |       |          |
| 62 | 80-84  | 233         |       |       |       |       |          |
| 232 | 75-79  | 596         |       |       |       |       |          |
| 547 | 70-74  | 934         |       |       |       |       |          |
| 617 | 65-69  | 917         |       |       |       |       |          |
| 980 | 60-64  | 1386        |       |       |       |       |          |
| 566 | 55-59  | 754         |       |       |       |       |          |
| 1039 | 50-54  | 1169        |       |       |       |       |          |
| 1421 | 45-49  | 1464        |       |       |       |       |          |
| 1527 | 40-44  | 1566        |       |       |       |       |          |
| 1395 | 35-39  | 1394        |       |       |       |       |          |
| 1170 | 30-34  | 1159        |       |       |       |       |          |
| 1261 | 25-29  | 1218        |       |       |       |       |          |
| 1409 | 20-24  | 1338        |       |       |       |       |          |
| 2077 | 15-20  | 1775        |       |       |       |       |          |
| 1586 | 10-14  | 1509        |       |       |       |       |          |
| 1203 | 5-9    | 1060        |       |       |       |       |          |
| 906 | 0-4    | 892         |       |       |       |       |          |

Національний склад населення району за переписом 2001 р. та 2014 р. 
|                 | 2001        | 2001      | 2014        | 2014      |
|                 | чисельність | частка, % | чисельність | частка, % |
| --------------- | ----------- | --------- | ----------- | --------- |
| росіяни         | 18 234      | 48,5      | 16 653      | 52,2      |
| кримські татари | 8 344       | 22,2      | 8 066       | 25,3      |
| українці        | 8 287       | 22,1      | 4 188       | 13,1      |
| татари          | 757         | 2,0       | 837         | 2,6       |
| білоруси        | 499         | 1,3       | 255         | 0,8       |
| мордва          | 186         | 0,5       | 100         | 0,3       |
| цигани          | 150         | 0,4       | 205         | 0,6       |

Етномовний склад району (рідні мови населення за переписом 2001 р.)
|                            | російська | кримсько- татарська | українська | білоруська | циганська |
| Ічківський район           | 64,4      | 21,2                | 10,4       | 0,3        | 0,3       |
| -------------------------- | --------- | ------------------- | ---------- | ---------- | --------- |
| смт Ічкі                   | 67,7      | 20,9                | 8,3        | 0,3        | 0,6       |
| Дмитрівська сільрада       | 66,3      | 15,8                | 17,5       | 0,1        |           |
| Завітненська сільрада      | 66,9      | 20,7                | 7,9        | 0,6        |           |
| Киянлівська сільрада       | 67,8      | 20,7                | 10,0       | 0,3        |           |
| Новоцюріхтальська сільрада | 61,8      | 15,4                | 13,3       | 1,0        | 0,1       |
| Кайнашська сільрада        | 57,2      | 23,3                | 11,5       | 0,8        | 1,2       |
| Некрасовська сільрада      | 64,2      | 20,2                | 14,2       |            | 0,6       |
| Прудівська сільрада        | 69,3      | 17,4                | 7,7        |            |           |
| Пушкінська сільрада        | 47,5      | 36,4                | 14,9       | 0,3        |           |
| Урожайнівська сільрада     | 56,8      | 11,9                | 13,2       | 0,1        |           |
| Черкезтобайська сільрада   | 62,1      | 24,8                | 11,2       | 0,4        | 0,2       |
| Чорноземненська сільрада   | 63,9      | 25,5                | 9,4        | 0,2        |           |

## Економіка
Пріоритетна галузь народного господарства району — сільськогосподарське виробництво.
Господарства багатогалузеві, з розвиненим садівництвом і виноградарством. На базі реформованих колективних господарств створені: 8 виробничих сільськогосподарських кооперативу, 5 — ТОВ, 1 — ЗАТ.
Станом на 01.01.2001 у районі діє 21 підприємство різних форм власності, 90 фермерських господарств які займаються виробництвом сільськогосподарської продукції.
У структурі культивованої площі найбільшу питому вагу займають зернові, технічні і кормові культури. Сільськогосподарські підприємства обслуговують: ремонтно-транспортні підприємства, сільгоспхімія, сільенерго, інкубаторна станція і ряд інших підприємств місцевого значення.
Промислові підприємства спеціалізуються у області переробки сільськогосподарської сировини: комбінат хлібопродуктів, маслобойний, виноробницькі заводи, ефіроолійний завод. Діє також друкарня.

## Інфраструктура
У районі — 16 загальноосвітніх шкіл, 2 позашкільних установи, технікум механізації і гідромеліорації сільського господарства, 2 ПТУ; районна лікарня, 24 фельдшерсько-акушерських пункту, 6 амбулаторій, поліклініку; 23 клубних установи, 25 бібліотек, музична школа, 2 народних музеї, 15 театральних і 2 народних колективи; готель.
Територією району проходить залізниця Керч-Джанкой і автодорога республіканського значення.

## Пам'ятки
На території району є кургани з похованнями епохи ранньої і пізньої бронзи, скіфські поховання.